# Morro dos Cabritos
Morro dos Cabritos är ett berg i Brasilien.   Det ligger i kommunen Rio de Janeiro och delstaten Rio de Janeiro, i den sydöstra delen av landet, 900 km sydost om huvudstaden Brasília. Toppen på Morro dos Cabritos är 115 meter över havet. Morro dos Cabritos ligger vid sjön Lagoa Rodrigo de Freitas.
Terrängen runt Morro dos Cabritos är kuperad åt nordväst, men österut är den platt. Havet är nära Morro dos Cabritos åt sydost.Trakten är tätbefolkad. Närmaste större samhälle är Rio de Janeiro, 7,4 km norr om Morro dos Cabritos. 